# Alfa-1B adrenergički receptor
Alfa-1B adrenergički receptor (α1B adrenoreceptor, ADRA1B), je alfa-1 adrenergički receptor, kodiran  humanim genom.

## Receptor
Postoje 3 tipa alfa-1 adrenergičkog receptora: alfa-1A, -1B i -1D. Svi oni prenose signal kroz Gq/11 familiju G-proteina. Različiti tipovi pokazuju različite oblike aktivacije. Oni aktiviraju mitogene response i regulišu rast i proliferaciju mnogih ćelija.

## Gen
Ovaj gen kodira alfa-1B-adrenergički receptor, koji indukuje neoplastičnu transformaciju kad se transfektira u NIH 3T3 fibroblaste i druge ćelijske linije. Iz tog razloga je ovaj normalni ćelijski gen identifikovan kao protoonkogen. On se sastoji od 2 iRNK eksona i jednog velikog introna sa najmanje 20 kb.

## Interakcije
Za alfa-1B adrenergički receptor je pokazano da interaguje sa AP2M1. Takođe se smatra da ima ulogu u dopaminergičkoj neurotransmisiji.

## Literatura
- Ramarao CS; Denker JM; Perez DM (1992). „Genomic organization and expression of the human alpha 1B-adrenergic receptor.”. J. Biol. Chem. 267 (30): 21936—45. PMID 1328250.
- Allen LF, Lefkowitz RJ, Caron MG, Cotecchia S (1992). „G-protein-coupled receptor genes as protooncogenes: constitutively activating mutation of the alpha 1B-adrenergic receptor enhances mitogenesis and tumorigenicity.”. Proc. Natl. Acad. Sci. U.S.A. 88 (24): 11354—8. PMC 53133 . PMID 1662393. doi:10.1073/pnas.88.24.11354.
- Lomasney JW; Cotecchia S; Lorenz W (1991). „Molecular cloning and expression of the cDNA for the alpha 1A-adrenergic receptor. The gene for which is located on human chromosome 5.”. J. Biol. Chem. 266 (10): 6365—9. PMID 1706716.
- Yang-Feng TL; Xue FY; Zhong WW (1990). „Chromosomal organization of adrenergic receptor genes.”. Proc. Natl. Acad. Sci. U.S.A. 87 (4): 1516—20. PMC 53506 . PMID 2154750. doi:10.1073/pnas.87.4.1516.
- Schwinn DA; Johnston GI; Page SO (1995). „Cloning and pharmacological characterization of human alpha-1 adrenergic receptors: sequence corrections and direct comparison with other species homologues.”. J. Pharmacol. Exp. Ther. 272 (1): 134—42. PMID 7815325.
- Weinberg DH; Trivedi P; Tan CP (1994). „Cloning, expression and characterization of human alpha adrenergic receptors alpha 1a, alpha 1b and alpha 1c.”. Biochem. Biophys. Res. Commun. 201 (3): 1296—304. PMID 8024574. doi:10.1006/bbrc.1994.1845.
- Forray C; Bard JA; Wetzel JM (1994). „The alpha 1-adrenergic receptor that mediates smooth muscle contraction in human prostate has the pharmacological properties of the cloned human alpha 1c subtype.”. Mol. Pharmacol. 45 (4): 703—8. PMID 8183249.
- Diviani D; Lattion AL; Larbi N (1996). „Effect of different G protein-coupled receptor kinases on phosphorylation and desensitization of the alpha1B-adrenergic receptor.”. J. Biol. Chem. 271 (9): 5049—58. PMID 8617782. doi:10.1074/jbc.271.9.5049.
- Diviani D, Lattion AL, Cotecchia S (1997). „Characterization of the phosphorylation sites involved in G protein-coupled receptor kinase- and protein kinase C-mediated desensitization of the alpha1B-adrenergic receptor.”. J. Biol. Chem. 272 (45): 28712—9. PMID 9353340. doi:10.1074/jbc.272.45.28712.
- Qian A, Wang W, Sanborn BM (1998). „Evidence for the involvement of several intracellular domains in the coupling of oxytocin receptor to G alpha(q/11).”. Cell. Signal. 10 (2): 101—5. PMID 9481484. doi:10.1016/S0898-6568(97)00097-1.
- Sasaguri T; Teruya H; Ishida A (2000). „Linkage between alpha(1) adrenergic receptor and the Jak/STAT signaling pathway in vascular smooth muscle cells.”. Biochem. Biophys. Res. Commun. 268 (1): 25—30. PMID 10652206. doi:10.1006/bbrc.1999.2066.
- Minneman KP; Lee D; Zhong H (2000). „Transcriptional responses to growth factor and G protein-coupled receptors in PC12 cells: comparison of alpha(1)-adrenergic receptor subtypes.”. J. Neurochem. 74 (6): 2392—400. PMID 10820200. doi:10.1046/j.1471-4159.2000.0742392.x.
- Shibata K; Katsuma S; Koshimizu T (2003). „alpha 1-Adrenergic receptor subtypes differentially control the cell cycle of transfected CHO cells through a cAMP-dependent mechanism involving p27Kip1.”. J. Biol. Chem. 278 (1): 672—8. PMID 12409310. doi:10.1074/jbc.M201375200.
- Diviani D; Lattion AL; Abuin L (2003). „The adaptor complex 2 directly interacts with the alpha 1b-adrenergic receptor and plays a role in receptor endocytosis.”. J. Biol. Chem. 278 (21): 19331—40. PMID 12644451. doi:10.1074/jbc.M302110200.
- Gonzalez-Cabrera PJ; Gaivin RJ; Yun J (2003). „Genetic profiling of alpha 1-adrenergic receptor subtypes by oligonucleotide microarrays: coupling to interleukin-6 secretion but differences in STAT3 phosphorylation and gp-130.”. Mol. Pharmacol. 63 (5): 1104—16. PMID 12695539. doi:10.1124/mol.63.5.1104.
- Pupo AS, Minneman KP (2004). „Specific interactions between gC1qR and alpha1-adrenoceptor subtypes.”. J. Recept. Signal Transduct. Res. 23 (2-3): 185—95. PMID 14626446. doi:10.1081/RRS-120025200.
- Hague C; Uberti MA; Chen Z (2004). „Cell surface expression of alpha1D-adrenergic receptors is controlled by heterodimerization with alpha1B-adrenergic receptors.”. J. Biol. Chem. 279 (15): 15541—9. PMID 14736874. doi:10.1074/jbc.M314014200.
- Kang SK; Yi KS; Kwon NS (2004). „Alpha1B-adrenoceptor signaling and cell motility: GTPase function of Gh/transglutaminase 2 inhibits cell migration through interaction with cytoplasmic tail of integrin alpha subunits.”. J. Biol. Chem. 279 (35): 36593—600. PMID 15220331. doi:10.1074/jbc.M402084200.
- Gonzalez-Cabrera PJ; Shi T; Yun J (2004). „Differential regulation of the cell cycle by alpha1-adrenergic receptor subtypes.”. Endocrinology. 145 (11): 5157—67. PMID 15297446. doi:10.1210/en.2004-0728.
- Zhang T; Xu Q; Chen FR (2005). „Yeast two-hybrid screening for proteins that interact with alpha1-adrenergic receptors.”. Acta Pharmacol. Sin. 25 (11): 1471—8. PMID 15525470.

## Spoljašnje veze
- „α1B-adrenoceptor”. IUPHAR Database of Receptors and Ion Channels. International Union of Basic and Clinical Pharmacology. Архивирано из оригинала 22. 02. 2012. г.